# Węgry (województwo wielkopolskie)
Węgry – wieś w Polsce położona w województwie wielkopolskim, w powiecie ostrowskim, w gminie Nowe Skalmierzyce, w Kaliskiem, nad strugą Lipówka, ok. 3 km od Nowych Skalmierzyc, ok. 8 km od Kalisza.

## Podział administracyjny
| SIMC    | Nazwa    | Rodzaj     |
| ------- | -------- | ---------- |
| 0204866 | Zabłocko | przysiółek |

Miejscowość przynależała administracyjnie przed rokiem 1887 do powiatu odolanowskiego. W latach 1975–1998 do województwa kaliskiego, a w latach 1887–1975 i od 1999 do powiatu ostrowskiego.

## Historia
Znane od 1407 jako własność rycerska. Od 1419 zapisy w księgach konsystorskich. 
W 1579 były częściowo w posiadaniu Doroty Sieroszewskiej oraz Mikołaja i Kacpra Węgierskich. 
W XVII w. własność Jana Węgierskiego i Urszuli Gorzyńskiej. 
W ręku rodziny Węgierskich pozostawała ta majętność jeszcze w 1843 r. (Słownik Geograficzny)
Przy schyłku XIX w. dwór składał się z dwóch działów: Węgry I (3 domy, 124 mieszkańców), Węgry II (4 domy, 75 mieszkańców) i należał do Wincentego Niemojowskiego z Jedlca.
Częścią wsi jest przysiółek Zabłocko, które w XIX w. podlegało pod urząd stanu cywilnego w Podkocach.

## Zabytki
Obiekty wpisane do rejestru zabytków nieruchomych województwa wielkopolskiego:
- dwór z 1 połowy XIX w.